# اسویوژن

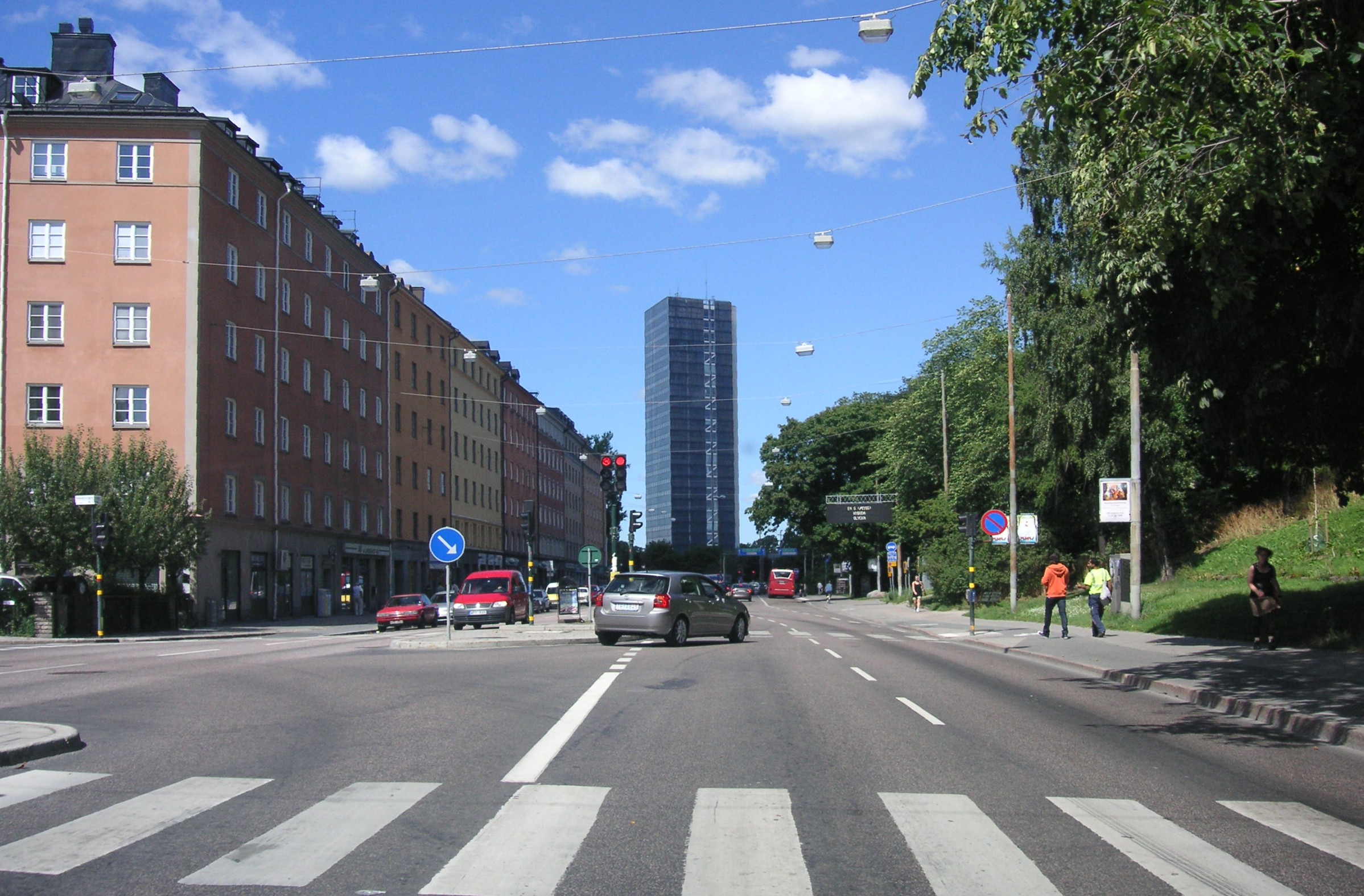
Sveavägen در استکهلم در سال ۲۰۰۸.

اِسویوِژِن (به انگلیسی: Sveavägen)یک خیابان مهم در استکهلم، کشور سوئد است. خیابان از Sergels torg در مرکز شهر شروع می‌شود و به سمت شمال شهر به سمت پارک هاگا می‌رود. این جاده اغلب به عنوان شلوغ‌ترین جاده سوئد شناخته می‌شود.
این خیابان جایی است که نخست‌وزیر اولاوف پالمه در ۲۸ فوریه ۱۹۸۶ ترور شد.